# 3837 Carr
3837 Carr este un asteroid din centura principală, descoperit pe 6 mai 1981 de Carolyn Shoemaker.